# Jukka Perko

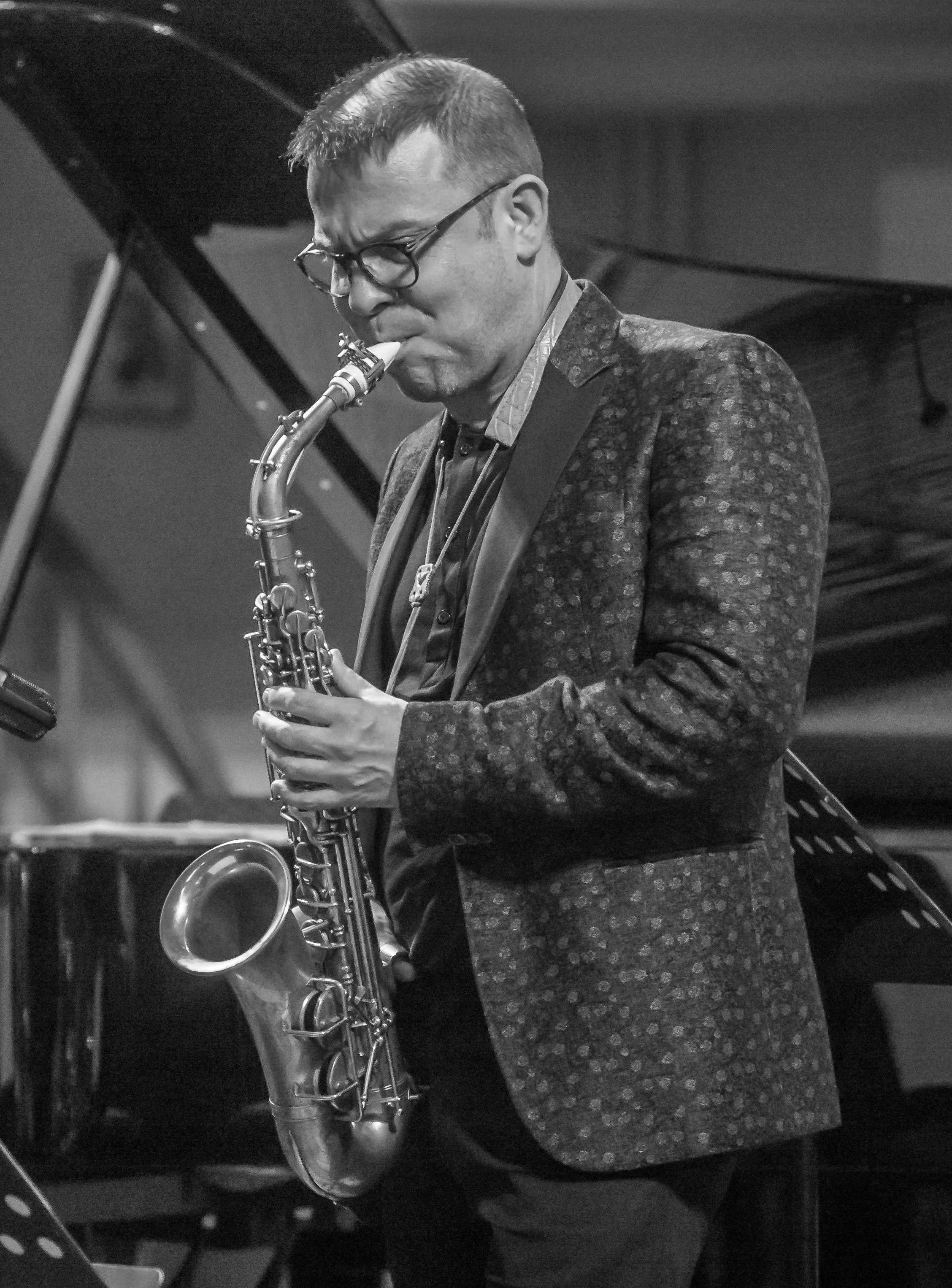
Jukka Perko (2017)

Jukka Perko (* 18. Februar 1968) ist ein finnischer Jazzsaxophonist.

## Leben und Wirken
Perko wurde in Finnland zuerst durch seine Teilnahme am Pori Jazz Festival 1986 bekannt. Seine internationale Laufbahn begann, als ihn Dizzy Gillespie im Folgejahr in seine Bigband holte, mit der er in den folgenden zwei Jahren durch die USA und Europa tourte. Daneben studierte er in dieser Zeit an der Sibelius-Akademie. Dort lernte er den Vibraphonisten Severi Pyysalo kennen, mit dem er seither regelmäßig zusammenarbeitet.
Von 1989 bis 1994 war Perko Mitglied des UMO Jazz Orchestra, danach konzentrierte er sich auf seine Arbeit als Solist. Er leitete verschiedene Formationen (u. a. der Trio Perko-Pyysalo-Viinikainen) und arbeitete als Sideman u. a. mit McCoy Tyner, Red Rodney und Niels-Henning Ørsted Pedersen. Daneben arbeitet er auch als Interpret klassischer Musik mit Orchestern wie dem Philharmonieorchester von Helsinki und dem Avanti-Kammerorchester zusammen. Seit 1990 unterrichtet er an der Sibelius-Akademie.

## Diskografische Hinweise
- Portrait by Heart mit Kirmo Lintinen, Eerik Siikasaari, Marko Timonen, 1989
- Garden of Time mit Severi Pyysalo, Marko Timonen, Eerik Siiksaari, Mongo Aaltonen, 1993
- Uuno Kailas mit Vesa-Matti Loiri, Severi Pyysalo, Eerik Siikasaari, Marko Timonen, Jarmo Saari, 1995
- Varia mit Severi Pyysalo, Ville Houlman, Teppo Mäkynen, 1998
- Music of Olavi Virta mit Manuel Dunkel, Lasse Lindgren, Teppo Mäkynen, 2000
- Kaanaanmaa, 2002 (FI: Gold)[1]
- Jukka Perko,  Severi Pyysalo, Teemu Viinikainen: Kuunnelmia, 2002
- Retrospective, 2006
- Maan Korvessa, 2008
- Profeetta mit Mikko Kuustonen, 2008
- Avara, 2012
- Martan ja Rudolfin joulu mit Johanna Iivanainen, 2013
- Iiro Rantala & Jukka Perko It Takes Two to Tango, 2015
- Invisible Man mit Jarmo Saari, Teemu Viinikainen, 2016
- Jukka Perko Tritone: Dizzy, 2017, mit Antti Lötjönen, Teppo Mäkynen
- Jukka Perko & Mikko Perkola: Perko/La (2018)